# Октябрьское муниципальное образование (Лысогорский район)
Октябрьское муниципальное образование — сельское поселение в Лысогорском районе Саратовской области Российской Федерации.
Административный центр — посёлок Октябрьский.

## История
Статус и границы сельского поселения установлены Законом Саратовской области от 29 декабря 2004 года № 118-ЗСО «О муниципальных образованиях, входящих в состав Лысогорского муниципального района».

## Население
| 2010  | 2011  | 2012  | 2013  | 2014  | 2015  | 2016  |
| ----- | ----- | ----- | ----- | ----- | ----- | ----- |
| 1089  | ↘1084 | ↗1085 | ↗1090 | ↗1098 | ↘1089 | ↗1120 |
| 2017  | 2018  | 2019  | 2020  | 2021  |       |       |
| ↘1097 | ↘1068 | ↘1018 | ↘973  | ↘953  |       |       |

## Состав сельского поселения
| № | Населённый пункт | Тип населённого пункта          | Население |
| - | ---------------- | ------------------------------- | --------- |
| 1 | Ковыловка        | село                            | 17        |
| 2 | Октябрьский      | посёлок, административный центр | ↘703      |
| 3 | Первомайский     | посёлок                         | ↘143      |
| 4 | Юнгеровка        | село                            | ↘226      |